# オウギワシ
オウギワシ（扇鷲、学名:Harpia harpyja、英名:American Harpy eagle、あるいは単にHarpy eagle）は、タカ目タカ科に属する鳥類の一種。
本種のみでオウギワシ属を形成する。

## 分布
- 中央アメリカから南アメリカにかけた新熱帯区に分布する[3]。

## 形態

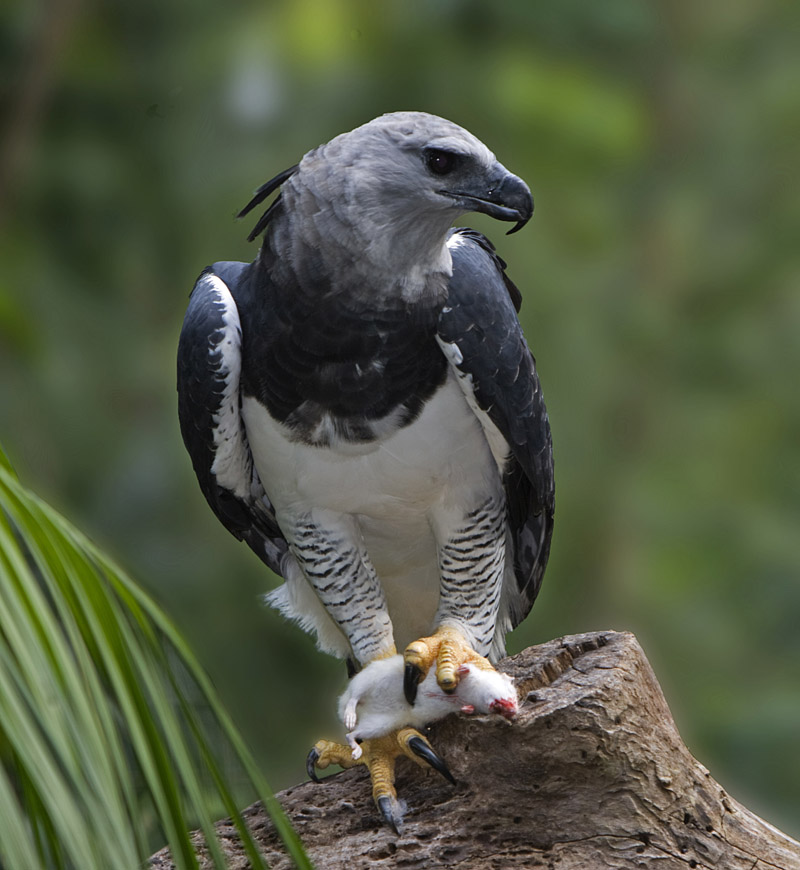

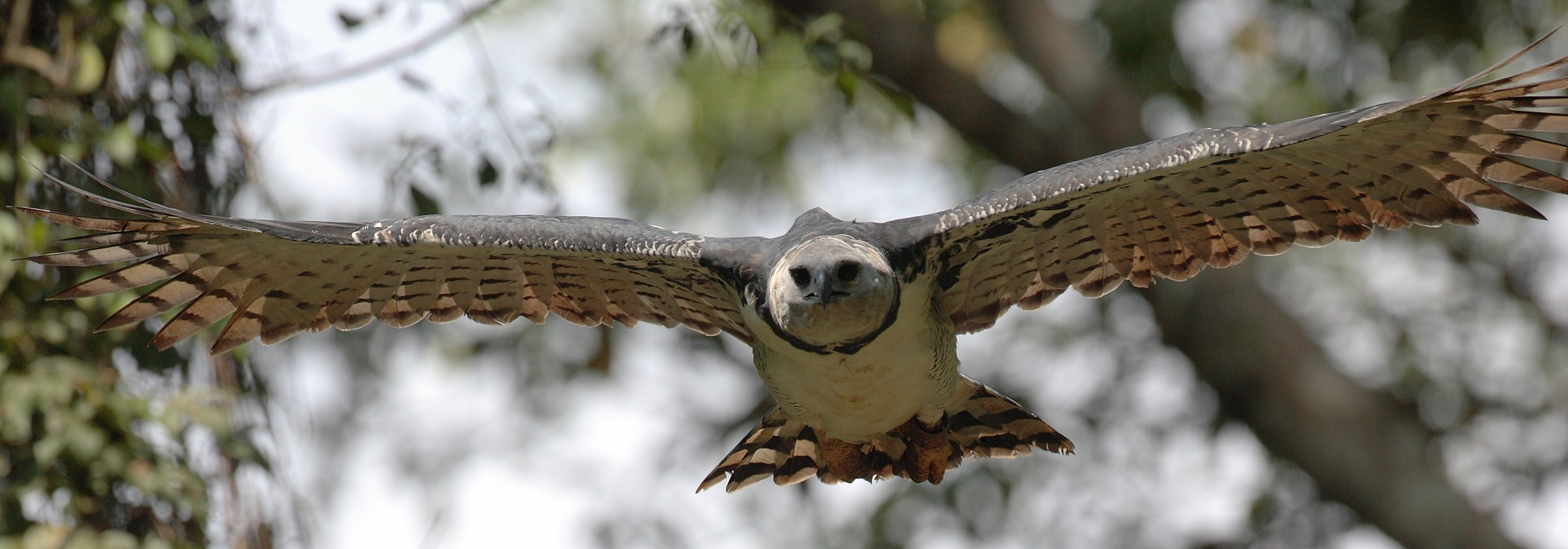
飛び立つオウギワシ

大型の猛禽類。平均的な雌は全長100cm、翼開長200cm、体重7.5kg に達する。雄は雌より小型で、体重は4.75kg 程度。爪の長さは13cm もある。体の大きさはフィリピンワシやオオワシと並び、猛禽類では最大の部類に入る。

## 生態
熱帯雨林に生息する。
食性は動物食で、哺乳類（サル、ナマケモノなど）、鳥類（コンゴウインコなど）、爬虫類（イグアナ、ボアといったヘビなど）、両生類などを捕食する。樹間をすり抜けるように飛行し、獲物を捕らえる。時速65 - 80キロメートルで飛来する鉤爪の衝撃力は1800ジュールに達し、そのエネルギーは一般的なアサルトライフルから放たれる弾丸に匹敵する。
2年周期で繁殖し、高木の樹上に営巣する。メスは、2本の白い卵を大きな棒の巣に産む。これは通常、深さ1.2 m、幅1.5 mで、数年にわたって使用できる。巣は、地元の木の高さに応じて、16 - 43mで、通常はメインフォークのツリーの高い位置にある。1ペアは3年ごとにただ1頭の雛を育てる。孵化期間は約56日で、雛が36日齢になると、雛は立ち上がってぎこちなく歩くことができる。

## 保全状態評価
- VULNERABLE (IUCN Red List Ver. 3.1 (2001))

## 画像

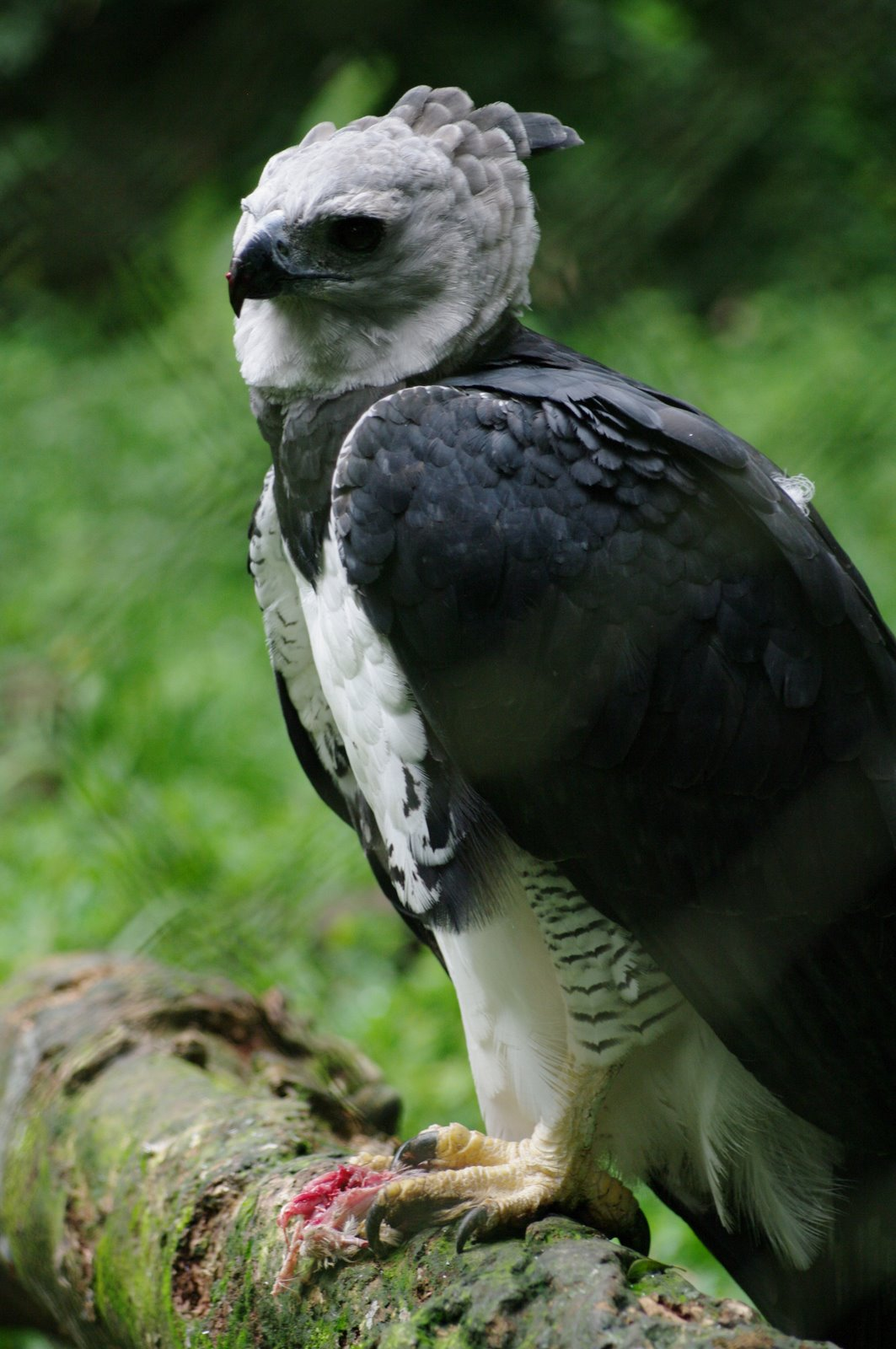
ブラジルの動物園で撮影
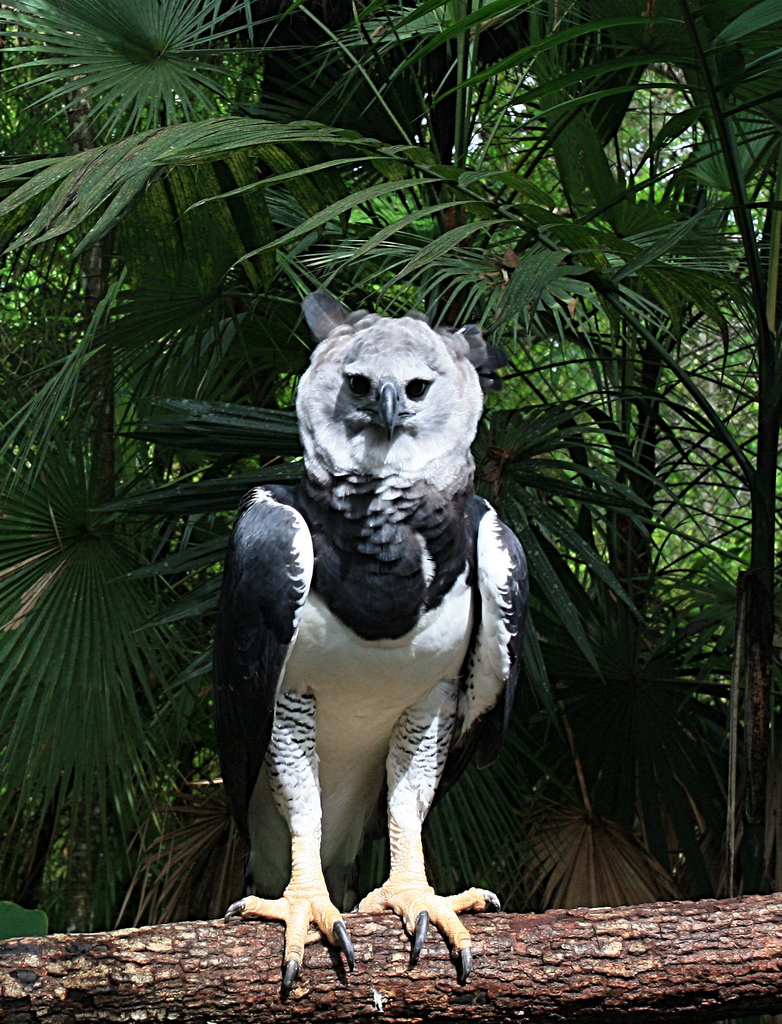
ベリーズのオウギワシ